# Shenshi

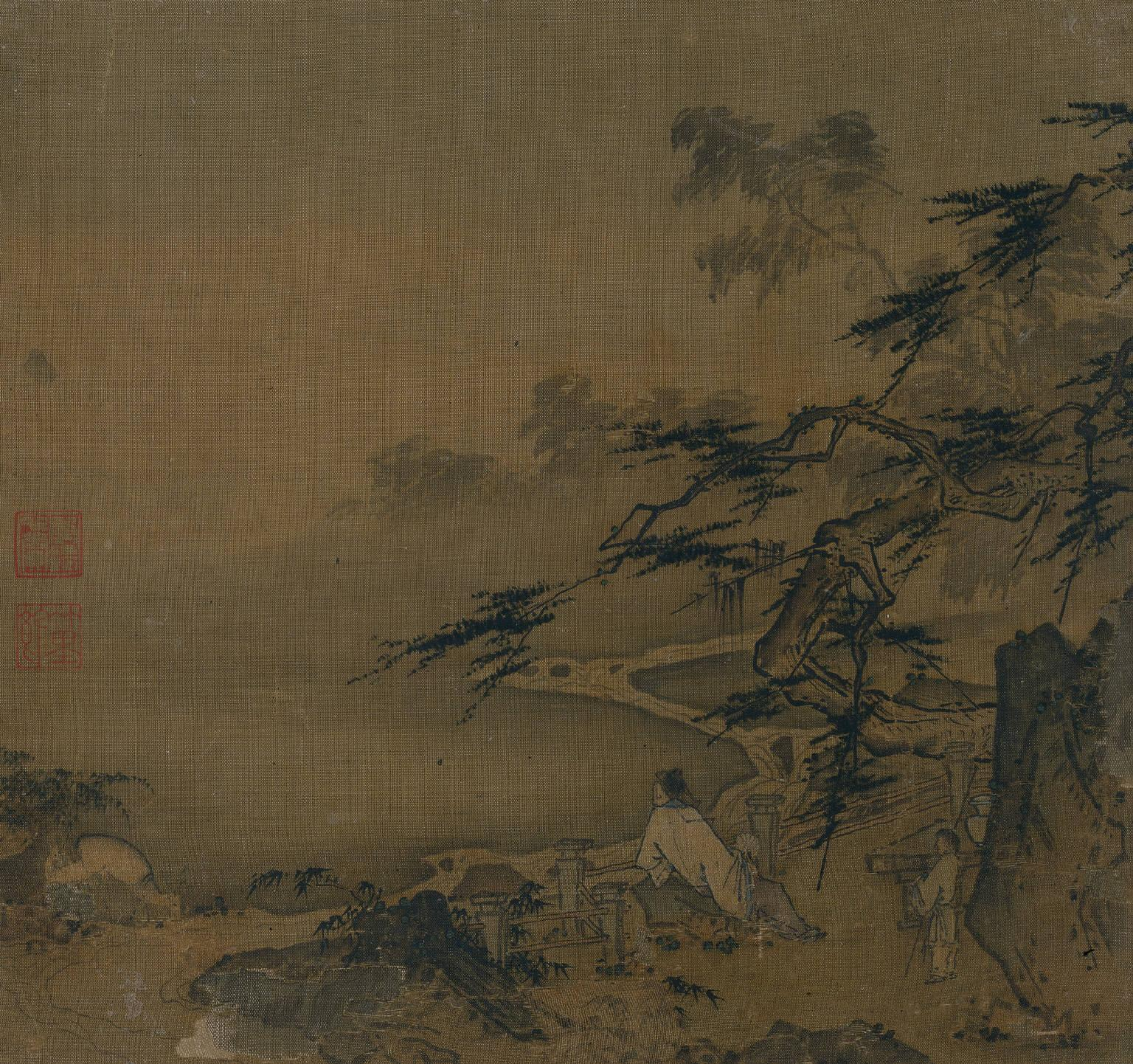
L'arte dei letterati gentiluomini tendeva ad idealizzare il ritiro tra le bellezze della natura e la contemplazione, un'idea parallela alla letteratura di viaggio di Su Shi e Yuan Hongdao; dipinto di Ma Yuan, artista della dinastia Song, ca. 1200–1230.

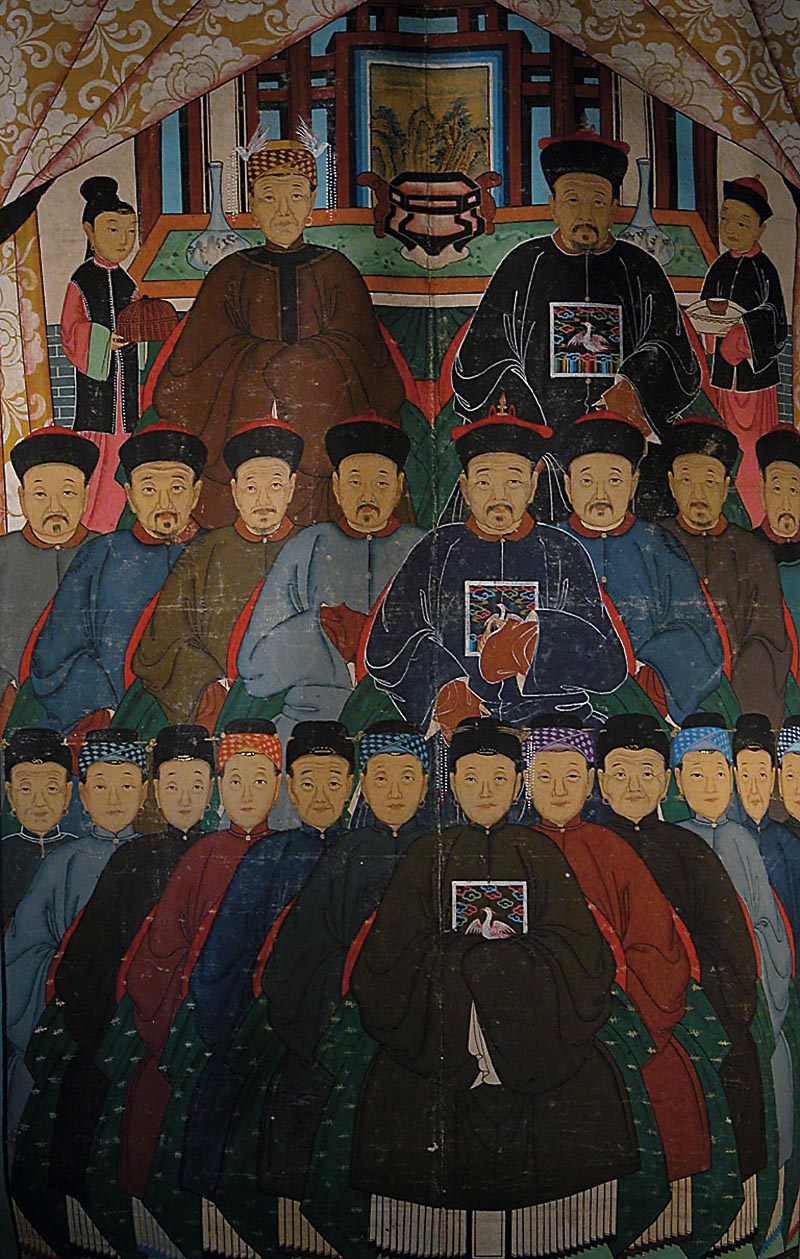
Galleria di antenati del XIX secolo.

Shenshi (紳士T, 绅士S, shēnshìP, shên-shihW, lett. "letterati adorni della fascia") è un termine che indica genericamente la classe sociale dei notabili nella Cina imperiale, di solito i titolari di un diploma, gli ex funzionari non più in servizio, i grandi proprietari terrieri. 
In pratica, anche se non formalmente, ricadevano nella stessa classe sociale anche tutti i funzionari in servizio e comunque tutti i titolari di un diploma di primo, di secondo e di terzo grado nonché gli studiosi dell'Accademia imperiale. La condizione degli shenshi si rifletteva anche sui familiari, conferendo loro uno status superiore al resto della popolazione e creando legami di reciproca solidarietà, che si traducevano in una fortissima coscienza di classe. Grazie ad essi i nobili per censo ed eredità di sangue alla fine della dinastia Tang risultano perdenti, a favore di questa nobiltà legata fortemente a una coscienza letterale e culturale. 
Gli storici ed orientalisti europei ed americani usano tradizionalmente definire questa speciale e composita classe sociale, nel suo insieme, con il termine anglosassone di gentry (o più precisamente e specificamente come gentry cinese).

## Storia
A partire dall'istituzione del sistema degli esami imperiali nel 605 d.C., che rimpiazzava il precedente sistema dei nove ranghi, e poi più decisamente nel secondo millennio d.C. e fino alla costituzione della Repubblica popolare cinese, è stata quella degli shenshi la classe dominante della società cinese confuciana. Sotto la dinastia Song il loro potere e la loro influenza eclissarono quelle degli aristocratici ereditari e in gran parte militari.

## Privilegi di classe
Gli shenshi godevano di tutta una serie di privilegi. Erano esentati da certe imposte e da certi servizi. Di fatto, riuscivano ad allargare la sfera di tali esenzioni ed immunità avvalendosi della loro posizione dominante, titolo e rango li proteggevano inoltre da tutta quella serie di forme di spoliazione ed estorsione a cui la gente comune era esposta nei suoi rapporti con i funzionari (Mandarini) e gli impiegati dell'amministrazione pubblica e che per essi costituiva un gravame persino maggiore della tassazione ufficiale. 
La legge penale concedeva loro particolari riguardi. Non solo erano soggetti per uguali reati a pene minori e a punizioni meno infamanti, ma non potevano essere processati e condannati senza l'autorizzazione a procedere imperiale né assoggettati a punizioni corporali senza il permesso delle autorità preposte all'educazione ed in ogni caso sempre alla presenza del magistrato.
Portavano distintivi di rango come bottoni sul berretto, vesti speciali, avevano diritto ad un particolare cerimoniale nel caso di matrimoni, funerali; erano autorizzati a esibire il proprio titolo su una tavoletta posta sulla porta d'ingresso.
I titolari dei diplomi di grado più elevato avevano libero accesso allo yamen del Magistrato distrettuale e trattavano con lui da pari a pari se non da superiore ad inferiore. Anche i titolari dei diplomi inferiori erano trattati con riguardo.
Sebbene non godessero, come invece l'aristocrazia feudale in Europa e Giappone, di un diritto eminente sulla terra, gli shenshi monopolizzavano in pratica quasi ovunque la proprietà terriera, il che era spesso un modo per conservare la propria ricchezza. Il prestigio sociale e politico che li circondava, le occasioni offerte dagli uffici pubblici ricoperti, consentivano la rapida accumulazione di ricchezza che veniva poi di regola investita in terra. Direttamente o indirettamente, attraverso qualche membro della famiglia, gestivano in molti casi anche il commercio locale ed esercitavano l'usura.

## Funzioni politiche ed amministrative
Anche se in Cina non esistevano forme di autogoverno locale e l'amministrazione era per definizione autoritaria e verticistica, rigidamente accentrata in teoria, la posizione privilegiata degli shenshi e le oggettive difficoltà in cui veniva a trovarsi la burocrazia imperiale nell'amministrare realmente e direttamente l'immenso territorio cinese conferivano alla classe dei notabili un notevole potere politico in sede locale.
Formalmente l'amministrazione locale era nelle mani del Magistrato inviato dal governo imperiale a reggere il capoluogo ed il distretto. Non esistevano forme di autogoverno locale istituzionalizzato ma, di fatto, a livello locale il potere era gestito in collaborazione dal Magistrato distrettuale e dai notabili. Il governo imperiale lasciò a fini pratici gran parte dei compiti amministrativi nelle mani della piccola nobiltà locale o (gentry).
Per diminuire il rischio di collusione tra il Magistrato (funzionario-letterato) e le popolazioni locali era antica norma in Cina che il funzionario non ricoprisse uffici nella sua provincia di nascita e fosse spostato da una sede all'altra dopo un periodo relativamente breve, in genere 3 anni. Trovando scarso aiuto nei suoi segretari, che come lui erano degli stranieri, e negli impiegati subalterni dello yamen, reclutati localmente ma corrotti ed infidi, e sempre insufficienti di numero rispetto anche a compiti minimi, il Magistrato, che comunque proveniva generalmente sempre dalla stessa classe sociale dei notabili, non era in grado di esercitare la sua autorità su tutto il territorio del distretto affidatogli senza la collaborazione degli shenshi. Questi venivano così ad assumere la figura di intermediari tra l'autorità imperiale ed il popolo ed esercitavano una serie di funzioni pubbliche sussidiarie. Fungevano da arbitri nelle controversie private, fornivano i quadri della milizia locale, contribuivano al mantenimento di orfanotrofi, case per vedove ed altri istituti caritativi e sopperivano alla scarsità di fondi a disposizione del Magistrato; organizzavano gli aiuti in tempi di calamità (piogge e inondazioni) e carestia. Provvedevano alle necessità del culto nel tempio locale ed alla fondazione ed al mantenimento degli istituti educativi come accademie e scuole private.
A loro era affidato il compito di diffondere in pubbliche conferenze i principi dell'etica confuciana tra le masse incolte del popolo comune. Gli shenshi collaboravano al funzionamento del sistema di controllo poliziesco della popolazione (baojia), da cui comunque restavano individualmente esclusi, ed al suo completamento finanziario il lijia, che applicava lo stesso sistema di responsabilità collettiva alla riscossione delle imposte.